# Сіробаба Микола Васильович
Микола Васильович Сіробаба (*25 квітня 1944, с. Межиріч, Сумська область) — український живописець і графік. Член Національної спілки художників України (1983). Народний художник України (2017). Чоловік художниці Віри Іванівни Сіробаби-Климко.

## Життєпис
Народився Микола Сіробаба 25 квітня 1944 року в славному історичним та гончарним минулим селі Межиріч Лебединського району Сумської області. Там пройшли його дитячі та шкільні роки.
Закінчив Харківський художньо-промисловий інститут (1974). Педагоги з фаху — Володимир Ненадо, Йосип Карась, Віктор Віхтинський.
Після закінчення інституту переїхав до міста Суми, де в 1974—1985 роках працював на Сумському заводі електронних мікроскопів — займався дизайном, промисловою графікою і готувався захищати дисертацію.
З 1975 року — постійний учасник обласних, республіканських, всесоюхних, зарубіжних та міжнародних виставок. Член Спілки художників України з 1983 року. Перша персональна виставка відбулася у Сумах в 1985 році. Голова Сумської обласної організації НСХУ в 1991—1997 роках.
Основними темами творів Миколи Сіробаби є слав’янські образи, міфологія, картини, присвячені творчості  відомих письменників: Тараса Шевченка, Миколи Гоголя, Антона Чехова, Михайла Булгакова тощо. В своїх роботах Микола Сіробаба звертається також до митців епохи відродження: картини «Діалог з Ботічеллі», «Заповіт Рафаеля», «Що приховав Мікеланджело».
Роботи художника зберігаються в музеях України, Росії, Казахстану, Болгарії та у приватних колекціях.

## Вибрані твори
«Заповідник» (1987), «Заоніжжя» (1989), «Біль душі» (1990), «Мить і вічність» (1992), «Оберіг» (1997), «Ноктюрн кохання» (2000), «Із життя А. П. Чехова» (2003), «Лист у дитинство» (2005), «Вікна моєї пам'яті» (2007), «Містичні видіння» (2008).

## Персональні виставки
- 1985 — зал Сумської обласної організації Спілки художників України (каталог).
- 1985 — Лебединський художній музей.
- 1989 — зал Курської обласної організації Спілки художників Російської Федерації.
- 1991 — Кролевецький районний Будинок культури.
- 1991 — Шосткінський міський виставковий зал.
- 1994 — виставковий зал Національної спілки художників України, Київ (каталог)..
- 1996 — Центральний будинок художника, Москва (каталог).
- 1998 — Миргородський краєзнавчий музей.
- 1999 — Фонд сприяння розвитку мистецтв, Київ.
- 2002 — Харківський художній музей.
- 2004 — Будинок художника Національної спілки художників України, Київ.
- 2005 — Музей українського народного декоративного мистецтва, Київ.
- 2009 — Полтавський художній музей.
- 2013 — Український фонд культури, Київ
- 2014 — Будинок художника Національної спілки художників України, Київ.
- 2016 — Муніципальна галерея, Суми

## Музеї, в яких зберігаються твори художника
- Дирекція художніх виставок міністерства культури України.
- Івано-Франківський художній музей.
- Ізмаїльська картинна галерея.
- Канівський державний музей-заповідник Т. Г. Шевченка.
- Картинна галерея міста Враца (Болгарія).
- Курська державна картинна галерея імені О. О. Дейнеки (Російська Федерація).
- Кустанайський художній музей (Казахстан).
- Лебединський художній музей.
- Лубенський краєзнавчий музей.
- Львівська галерея мистецтв.
- Львівський музей історії релігії.
- Миргородський краєзнавчий музей.
- Музей сучасного мистецтва України (Київ).
- Національний художній музей України (Київ).
- Ніжинський краєзнавчий музей.
- Одеський художній музей.
- Пирятинський краєзнавчий музей.
- Полтавський художній музей.
- Сумський художній музей.
- Харківський художній музей.
- Херсонський художній музей.
- Хмельницький художній музей.
- Шосткінський краєзнавчий музей.
- Южно-Сахалінський художній музей (Російська Федерація).

## Відзнаки
- Заслужений художник України (1998)
- Народний художник України (2017)— за значний особистий внесок у державне будівництво, соціально-економічний, науково-технічний, культурно-освітній розвиток Української держави, справу консолідації українського суспільства, багаторічну сумлінну працю[4].